# Altenlingen
Altenlingen ist eine Ortschaft der Stadt Lingen (Ems) im niedersächsischen Landkreis Emsland.

## Geografie und Verkehrsanbindung
Der Ort liegt nordwestlich der Kernstadt Lingen an der Landesstraße L 48 und am Dortmund-Ems-Kanal. Westlich des Ortes erstreckt sich das Gelände des Golfclubs Emstal e. V., fließt die Ems und erstreckt sich das 24 ha große Naturschutzgebiet Natura 2000–Wachendorfer Wacholderheide.

## Geschichte
Die Altenlingener Kanalbrücke über den Dortmund-Ems-Kanal wurde Anfang April 1945 von Wehrmacht-Soldaten gesprengt, als britische Truppen vorrückten. Eine der zwei als Ersatz erbauten Bailey-Brücken stürzte am 6. April 1951 unter der Last eines Schwertransports ein.

## Politik
Der Ortsrat, der die Orte Altenlingen und Wachendorf vertritt, setzt sich aus elf Mitgliedern zusammen. Die Ratsmitglieder werden bei der Kommunalwahl für jeweils fünf Jahre gewählt. Die aktuelle Amtszeit begann am 1. November 2021 und endet am 31. Oktober 2026.
Bei der Kommunalwahl 2021 ergab sich folgende Sitzverteilung:
| Ortsrat 2021Insgesamt 11 Sitze - SPD: 1 - Grüne: 2 - BN: 1 - CDU: 7 |

## Naturdenkmale
In der Liste der Naturdenkmale in Lingen ist für den Ortsteil Altenlingen ein Naturdenkmal aufgeführt.